# ميرينو رامبوييه

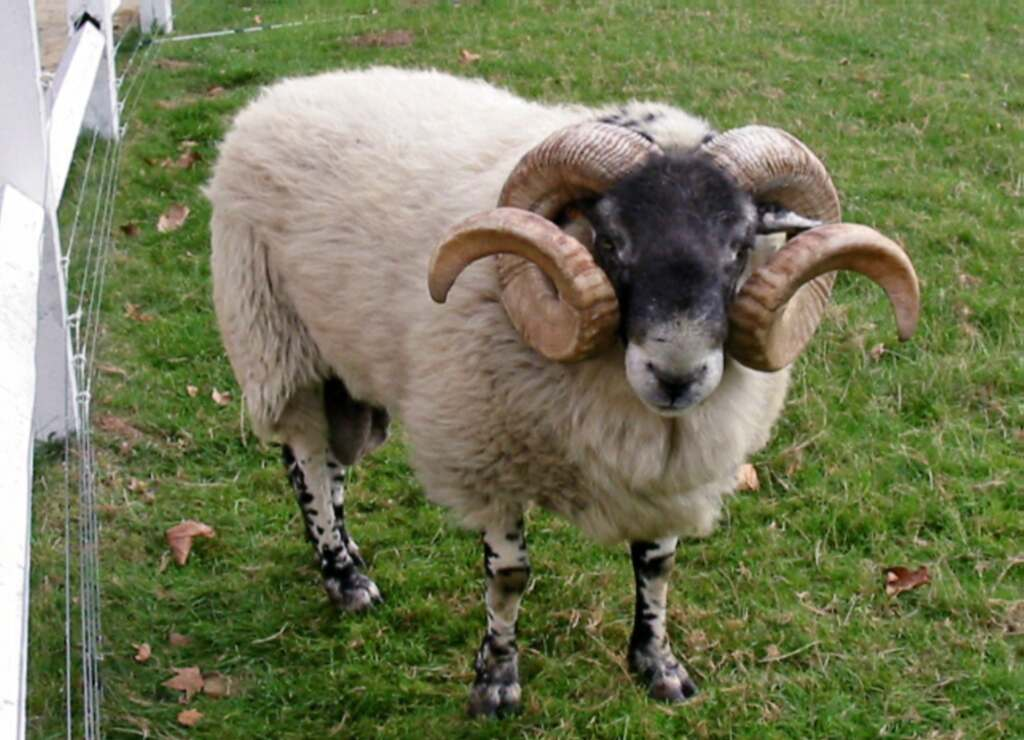
كبش ميرينو رامبوييه

ميرينو رامبوييه (بالفرنسية: Mérinos de Rambouillet)‏ هي سلالة غنم فرنسية من أصل إسباني تم اٍستيرادها سنة 1786.